# Huambo (distrito)
Huambo é um distrito peruano localizado na Província de Rodríguez de Mendoza, departamento Amazonas. Sua capital é a cidade de Huambo.

## Transporte
O distrito de Huambo não é servido pelo sistema de estradas terrestres do Peru.